# Territoire chilien de l'Antarctique
Le territoire chilien de l'Antarctique, (espagnol : Antártica Chilena ou Territorio Chileno Antártico), est une région de l'Antarctique, située entre les 53° et 90° de longitude ouest. Il est revendiqué par le gouvernement chilien et fait partie intégrante du pays, depuis 1940, en la considérant comme une province de la région XII.
Le Chili réclame les îles Shetland du Sud, la péninsule Antarctique et les îles environnantes, l'île Alexandre-Ier, l'île Charcot. Cependant depuis le traité sur l'Antarctique, les revendications territoriales sont gelées.
Le Chili est le pays le plus proche de l'Antarctique. Les îles Diego Ramirez sont à 780 kilomètres des îles Shetland du Sud.

## Revendication

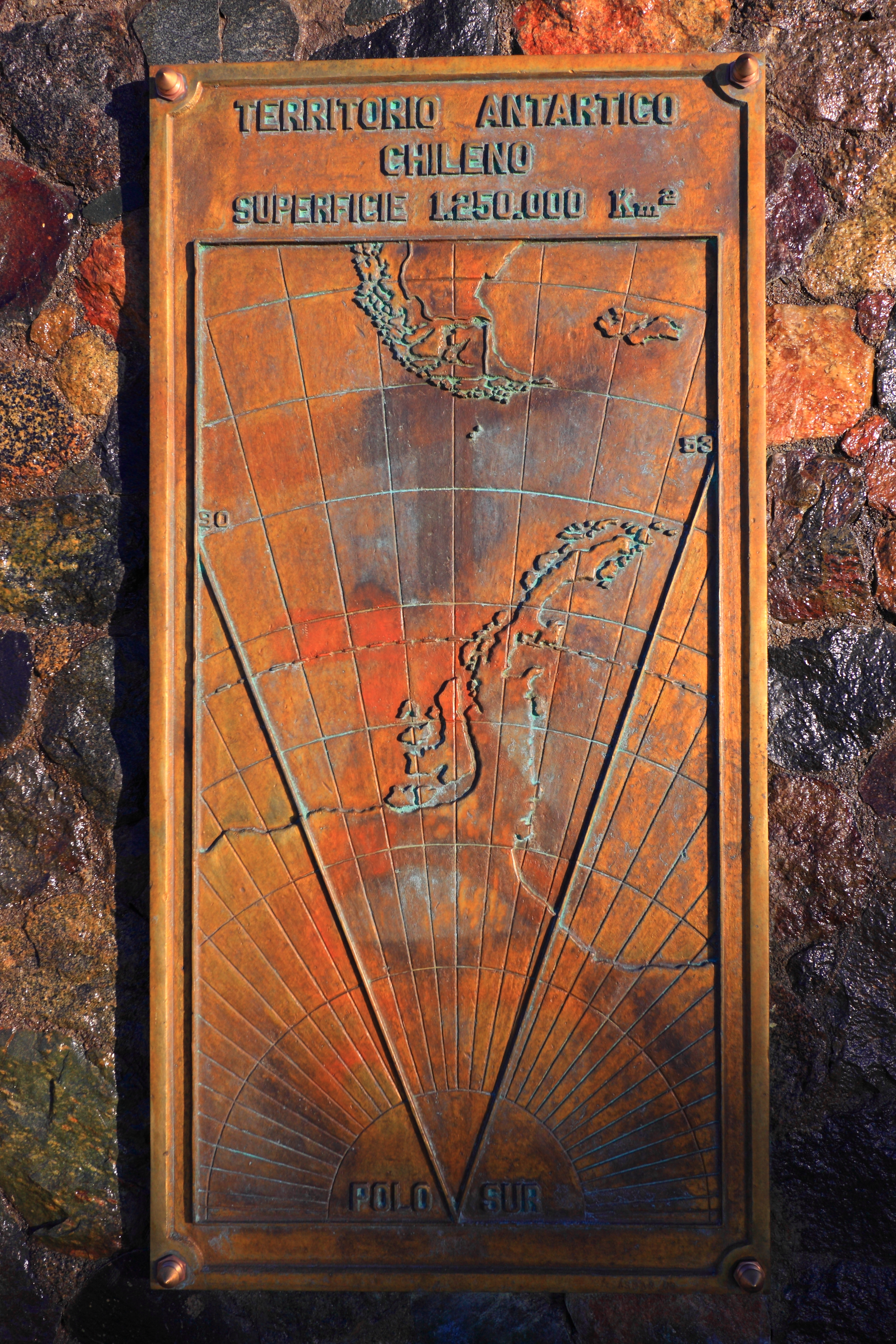
Revendications territoriales chiliennes sur un monument à Punta Arenas.

Les limites du territoire réclamé par le Chili sont définies par le décret no 1747 de 1940 du ministère de l'Intérieur qui établit ceci : « Font partie de l'Antarctique chilienne ou territoire chilien Antarctique, toutes les terres, îles, îlots, récifs glaciers et plus connus ou pour être connus, ainsi que le domaine maritime correspondant, allant du 53° au 90° de longitudes ouest de Greenwich. » Les revendications chiliennes sur ce territoire se basent principalement sur des caractéristiques géographiques et historiques. Le professeur Julio Escudero définit les limites du territoire.

## Histoire

### XXesiècle
Le 8 mai 1906, la Sociedad Ballenera de Magallanes, une société de réapprovisionnement de charbon, est construite sur Punta Arenas, grâce au décret no 1314 promulgué par le gouverneur de Magallanes. L'endroit reçoit la visite de Jean-Baptiste Charcot en décembre 1908, et continue à être habité jusqu'en 1914. Dès 1906, de nombreux décrets commencent à être promulgués, ainsi que par le Congrès national du Chili, afin de faire du milieu Antarctique une terre d'exploitation. Le ministre chilien des Affaires étrangères déclare, entre autres, le 18 septembre, que la délimitation du territoire sera le sujet d'enquêtes préliminaires. L'Argentine conteste formellement, le 10 juin 1906, cette décision du Chili, et entame des négociations pour le partage des territoires de la zone Antarctique.
En 1914, le britannique Ernest Shackleton entame une expédition dans le pôle Sud vers la mer de Weddell et la mer de Ross. Deux navires — l'Endurance et l'Aurora — s'y rendent, mais les conditions climatiques se détériorent rapidement, et le premier navire est détruit par un iceberg. Shackleton tente alors de chercher de l'aide dans plusieurs ports argentins, dans les îles Malouines et dans les Islas Georgias del Sur, afin d'aider les membres de son équipage échoués sur l'île de l'Éléphant. Il fait la rencontre, à Punta Arenas, du pilote Luis Pardo Villalón, qui, à bord du vapeur Yelcho, part les récupérer. Le 4 septembre 1916, ils sont accueillis comme des héros à l'arrivée de Punta Arenas. Le courage de Luis Pardo Villalón, qui a navigué à des températures inférieures à -30° et dans une mer recouverte d'icebergs, lui vaut une reconnaissance nationale et internationale.

### Souveraineté et traité de l'Antarctique

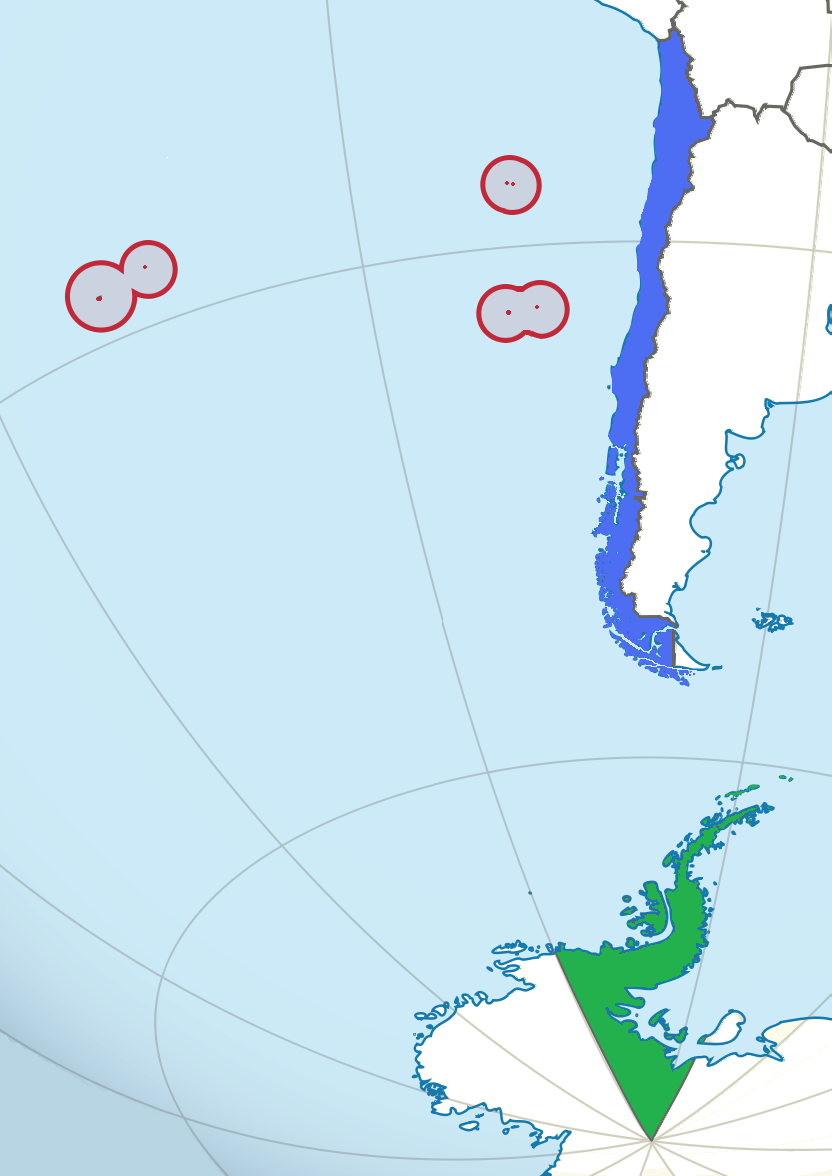
Carte des trois zones constituant le territoire chilien
En bleu : Chili continental
En rouge : Chili insulaire.
En vert : Chili Antarctique.

En 1961, le territoire fait partie des nombreuses revendications territoriales en Antarctique, non reconnues par la plupart des pays du globe. Particulièrement, les terres revendiquées par le Chili le sont aussi par l'Argentine, le Royaume-Uni ou le Japon (suivant les méridiens). Toutes ces revendications sont alors gelées par le traité sur l’Antarctique, jusqu'à maintenant.

## Démographie
Selon le recensement effectué en 2002 par l'Instituto Nacional de Estadística de Chile, l'Antarctique recouvre une superficie de 1 250 000 km2 et compte 130 habitants (115 hommes et quinze femmes), faisant de la commune une région rurale. La population décline de 11,5 % (quinze personnes) entre 2002 et 2012. La commune se coupe en deux zones de recensement : Piloto Pardo (pop. 114). et Tierra O'Higgins (pop. 16).

## Administration
Le territoire chilien de l'Antarctique correspond à la commune Antarctique, une des deux communes de la province de l'Antarctique chilien, dans la XII région de Magallanes et de l'Antarctique chilien. La commune La Antartica est fondée par le décret no 3773 du 11 juillet 1961 et dépend de la province de Magallanes (Punta Arenas) jusqu'en 1975. À cette date on fonde la province de l'Antarctique chilienne, dont le chef-lieu est Puerto Williams en Terre de Feu.
L'île du Roi-George est la zone la plus peuplée et est composée de la base du président Eduardo Frei Montalva (1980), qui possède une piste d'atterrissage et le centre météorologique président Eduardo Frei Montalva (1969), le hameau Las Estrellas avec les conforts d'une ville (hôtel, école, poste et banque). La base Profesor Julio Escudero est également sur l'île, c'est le principal centre de recherche du Chili.

## Géographie et climat

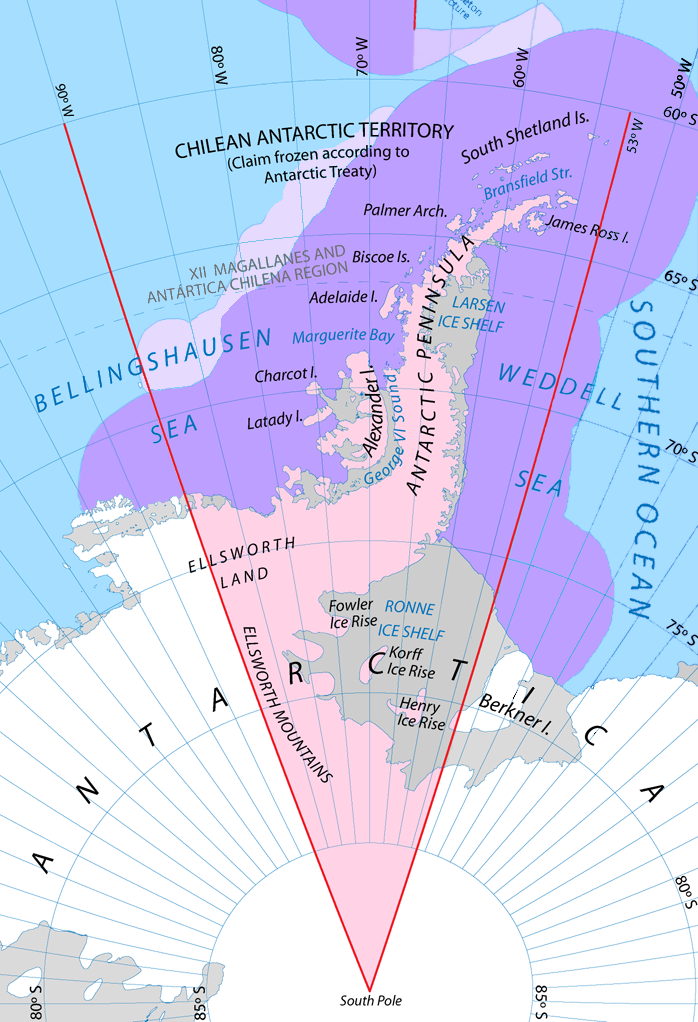
Le Chili antarctique, ses eaux territoriales et les plateaux continentaux environnants.

Le territoire chilien de l'Antarctique a une superficie de 1 250 000 km2 (soit plus de 60 % du Chili en incluant ce territoire). Elle est recouverte dans sa quasi-intégralité de glaciers et de neiges (il peut y avoir une épaisseur de 1 200 mètres sur certains glaciers).
Le territoire est divisé en deux secteurs : celui de l'Antarctique occidental, et celui de la péninsule Antarctique, connue au Chili comme la terre de O'Higgins traversée par une cordillère en son milieu. Cette chaîne de montagnes culmine à 2 880 mètres. Le lieu le plus élevé du territoire revendiqué par le Chili se situe dans le secteur Sud-Ouest, le massif Vinson, culminant à 4 892 mètres.
Les précipitations du territoire sont relativement faibles et vont en diminuant en allant vers le pôle Sud. Les zones côtières comme celle du Nord de la péninsule Antarctique et l'île Shetland du Sud, possèdent un climat subpolaire ou de toundra, cela veut dire que la moyenne du mois le plus chaud dépasse les 0 °C. Le reste du territoire se trouve en climat polaire.

## Bases
Il existe dix-huit bases permanentes dont cinq sont chiliennes. Dix-huit autres (dix chiliennes) sont ouvertes pendant les mois d'été austral (décembre à mars).
- Baie Duse
  - Chili Base Cañas Montalva (V)
- Baie Hughes
  - Chili Base Docteur Guillermo MannV)
  - Espagne Base Juan Carlos (V)
- Baie du Paradis
  - Chili Base Gabriel Gonzalez Videla (P)